# Sjef van Run
Jozephus Johannes Antonius Franciscus ("Sjef") van Run ('s-Hertogenbosch, 12 januari 1904 – Eindhoven, 17 december 1973) was een Nederlandse voetballer.

## PSV
Van Run was een robuuste verdediger en kwam in 1926 over van BOC uit Boxtel. Van Run, wiens ouders groenteboer van beroep waren, was aanvankelijk niet geïnteresseerd in de overgang naar PSV omdat hij niet in de fabriek van Philips wilde werken. Een baan als chauffeur bracht hem uiteindelijk toch bij PSV. Hij groeide uit tot echte clubman en bleef PSV 16 seizoenen trouw. Met PSV werd hij acht keer afdelingskampioen, de regionale competitie als voorbereiding op de kampioenscompetitie. Tevens werd hij twee keer landskampioen. Van Run was jaren de vaste aanvoerder van PSV en op 6 september 1942, op 38-jarige leeftijd, nam hij afscheid. Hij speelde in totaal 475 wedstrijden voor PSV, waarvan 359 competitiewedstrijden; hij staat daarmee op de zevende plaats aller tijden. De lijst wordt aangevoerd door Willy van der Kuijlen en Willy van de Kerkhof. In 1937 werd hij benoemd tot lid van verdienste van PSV.
Een van de sponsorruimtes in het Philips Stadion is naar hem genoemd, de Sjef van Run-zaal. Andere spelers met een eigen zaal zijn bijvoorbeeld Hans van Breukelen, Berend Scholtens, Eric Gerets en Lieuwe Steiger.

## Nederlands Elftal

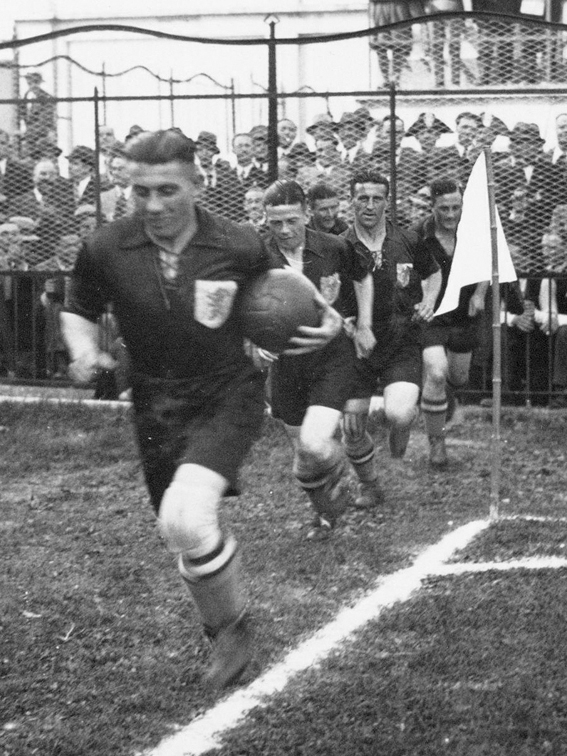
Het Nederlands elftal komt het veld op. Derde in de rij is Sjef van Run. (WK 1934)

Van Run was er in 1928 bij toen het Olympische Elftal deelnam aan de Olympische Zomerspelen 1928, al wist hij geen basisplaats te veroveren. Zijn officiële debuut is de wedstrijd Nederland-België op 29 maart 1931, hij was toen 27 jaar. Ook neemt hij deel aan het WK 1934, als enige PSV’er. Na Jan Hassink en Jan van den Broek is hij de derde PSV’er die voor Oranje uitkomt. Van Run speelde 25 wedstrijden voor Oranje (waarvan tien tegen België).

## Erelijst
- Nederlands landskampioenschap: 1929, 1935
- Districts/Afdelingskampioen: 1929, 1931, 1932, 1933, 1935, 1937, 1938, 1941.